# 레귤러 쇼 시즌 4
미국의 텔레비전 애니메이션 《레귤러 쇼》의 네 번째 시즌은 2012년부터 2013년까지 카툰 네트워크에서 방송되었다. 작품 속 대다수의 캐릭터들은 J. G. 퀸텔이 학창 시절 캘리포니아 예술 학교를 다니면서 만든 영화 《The Naive Man From Lolliland》와 《2 in the AM PM》에 기초하여 만들어졌다. 과거 《레귤러 쇼》는 카툰 네트워크가 신인 작가를 발굴하기 위해 기획한 Cartoonstitute 프로젝트의 일환이었다.

## 에피소드
| 전체 번호 | 시즌 번호 | 제목                                                                         | 각본 및 스토리보드                                 | 본 방송 날짜     | 대한민국 방송 날짜 | 제작 번호         | 미국 시청자 수 (100만) |
| --------- | --------- | ---------------------------------------------------------------------------- | -------------------------------------------------- | ---------------- | ------------------ | ----------------- | ---------------------- |
| 8182      | 12        | "출구 9B" "Exit 9B"                                                          | 캘빈 웡, 토비 존스, 안드레스 샐러프, 매들린 퀘리펠 | 2012년 10월 1일  | 2014년 11월 18일   | 1012-081 1012-082 | 3.05                   |
| 83        | 3         | "초짜 사수 작전" "Starter Pack"                                              | 벤튼 코너, 힐러리 플로리도                         | 2012년 10월 8일  | 2014년 12월 1일    | 1012-088          | 1.86                   |
| 8485      | 45        | "무덤에서 돌아온 삼촌/파티 버스/공포의 도배사" "Terror Tales of the Park II" | 벤튼 코너, 힐러리 플로리도, 션 스젤레스            | 2012년 10월 15일 | 2014년 11월 24일   | 1012-083 1012-084 | 3.11                   |
| 86        | 6         | "파이 경연대회" "Pie Contest"                                                | 사라 올렉시크, 헬렌 조                             | 2012년 10월 22일 | 2014년 11월 25일   | 1012-085          | 2.62                   |
| 87        | 7         | "신의 연주" "150 Piece Kit"                                                  | 캘빈 웡, 토비 존스                                 | 2012년 10월 29일 | 2014년 11월 25일   | 1012-086          | 2.11                   |
| 88        | 8         | "땜빵" "Bald Spot"                                                           | 안드레스 샐러프, 매들린 퀘리펠                     | 2012년 11월 12일 | 2014년 12월 1일    | 1012-087          | 2.61                   |
| 89        | 9         | "남자의 자격" "Guy's Night"                                                  | 션 스젤레스, 캣 모리스                             | 2012년 11월 19일 | 2014년 12월 2일    | 1012-089          | 2.46                   |
| 90        | 10        | "체력시험" "One Pull Up"                                                     | 사라 올렉시크, 헬렌 조                             | 2012년 11월 26일 | 2014년 12월 2일    | 1012-090          | 2.14                   |
| 9192      | 1112      | "크리스마스 원정대" "The Christmas Special"                                  | 션 스젤레스, 캣 모리스, 벤튼 코너, 힐러리 플로리도 | 2012년 11월 3일  | 2014년 12월 9일    | 1012-093 1012-094 | 2.71                   |
| 93        | 13        | "화요일엔 파티를" "T.G.I. Tuesday"                                           | 캘빈 웡, 토비 존스                                 | 2013년 1월 7일   | 2014년 12월 8일    | 1012-091          | 2.81                   |
| 94        | 14        | "불꽃놀이를 위하여" "Firework Run"                                           | 안드레스 샐러프, 매들린 퀘리펠                     | 2013년 1월 14일  | 2014년 12월 8일    | 1012-092          | 2.81                   |
| 95        | 15        | "길고 긴 주말" "The Longest Weekend"                                         | 사라 올렉시크, 헬렌 조                             | 2013년 1월 21일  | 2014년 12월 15일   | 1012-095          | 2.51                   |
| 96        | 16        | "죽음의 샌드위치" "Sandwich of Death"                                        | 안드레스 샐러프, 매들린 퀘리펠                     | 2013년 1월 28일  | 2014년 12월 16일   | 1012-097          | 2.54                   |
| 97        | 17        | "살아있는 록의 전설" "Ace Balthazar Lives"                                   | 벤튼 코너, 힐러리 플로리도                         | 2013년 2월 4일   | 2014년 12월 16일   | 1012-098          | 2.27                   |
| 98        | 18        | "키스 아니면 기저귀" "Do or Diaper"                                          | 션 스젤레스, 랫 모리스                             | 2013년 2월 11일  | 2015년 3월 4일     | 1012-099          | 2.67                   |
| 99        | 19        | "썰렁맨" "Quips"                                                             | 사라 올렉시크, 헬렌 조                             | 2013년 2월 18일  | 2015년 3월 4일     | 1012-100          | 2.43                   |
| 100       | 20        | "멋진 친구" "Caveman"                                                        | 캘빈 웡, 토비 존스                                 | 2013년 2월 25일  | 2015년 3월 4일     | 1012-101          | 2.44                   |
| 101       | 21        | "TV 스타" "That's My Television"                                             | 안드레스 샐러프, 매들린 퀘리펠                     | 2013년 3월 4일   | 2015년 3월 4일     | 1012-102          | 2.40                   |
| 102       | 22        | "거위 전쟁" "A Bunch of Full Grown Geese"                                    | 캘빈 웡, 토비 존스                                 | 2013년 3월 25일  | 2014년 12월 15일   | 1012-096          | 2.58                   |
| 103       | 23        | "게임쇼" "Fool Me Twice"                                                     | 캘빈 웡, 토비 존스                                 | 2013년 4월 1일   | 2015년 3월 18일    | 1012-116          | 2.14                   |
| 104       | 24        | "리무진에서 점심을" "Limousine Lunchtime"                                    | 벤튼 코너, 힐러리 플로리도                         | 2013년 4월 8일   | 2015년 3월 5일     | 1012-103          | 2.35                   |
| 105       | 25        | "마가렛을 위하여" "Picking Up Margaret"                                      | 션 스젤레스, 캣 모리스                             | 2013년 4월 15일  | 2015년 3월 5일     | 1012-104          | 2.26                   |
| 106       | 26        | "추억의 라디오" "K.I.L.I.T. Radio"                                           | 벤튼 코너, 사라 올렉시크                           | 2013년 4월 22일  | 2015년 3월 5일     | 1012-105          | 1.94                   |
| 107       | 27        | "카터와 브릭스" "Carter and Briggs"                                          | 캘빈 웡, 토비 존스                                 | 2013년 5월 6일   | 2015년 3월 5일     | 1012-106          | 2.12                   |
| 108       | 28        | "스킵스의 스트레스" "Skips' Stress"                                          | 안드레스 샐러프, 매들린 퀘리펠                     | 2013년 5월 13일  | 2015년 3월 11일    | 1012-107          | 2.08                   |
| 109       | 29        | "쿨 큐브" "Cool Cubed"                                                       | 벤튼 코너, 힐러리 플로리도                         | 2013년 5월 20일  | 2015년 3월 11일    | 1012-108          | 2.37                   |
| 110       | 30        | "트레일러 사수작전" "Trailer Trashed"                                        | 캘빈 웡, 캣 모리스                                 | 2013년 5월 27일  | 2015년 3월 11일    | 1012-109          | 2.04                   |
| 111       | 31        | "우정지대" "Meteor Moves"                                                    | 벤튼 코너, 사라 올렉시크                           | 2013년 6월 10일  | 2015년 3월 11일    | 1012-110          | 2.46                   |
| 112       | 32        | "패밀리 바비큐" "Family BBQ"                                                 | 벤튼 코너, 힐러리 플로리도                         | 2013년 6월 17일  | 2015년 3월 12일    | 1012-113          | 2.27                   |
| 113       | 33        | "포맷 전쟁" "The Last LaserDisc Player"                                      | 캘빈 웡, 토비 존스                                 | 2013년 6월 24일  | 2015년 3월 12일    | 1012-111          | 2.25                   |
| 114       | 34        | "부자들의 방식" "Country Club"                                               | 안드레스 샐러프, 매들린 퀘리펠                     | 2013년 7월 1일   | 2015년 3월 12일    | 1012-112          | 2.51                   |
| 115       | 35        | "믿음 만으로" "Blind Trust"                                                  | 안드레스 샐러프, 매들린 퀘리펠                     | 2013년 7월 15일  | 2015년 3월 18일    | 1012-117          | 2.47                   |
| 116       | 36        | "세계 최고 보스" "World's Best Boss"                                         | 캣 모리스, 제임스 킴                               | 2013년 7월 15일  | 2015년 3월 12일    | 1012-114          | 2.47                   |
| 117       | 37        | "마지막 만찬" "Last Meal"                                                    | 사라 올렉시크, 오웬 데니스                         | 2013년 7월 22일  | 2015년 3월 18일    | 1012-115          | 2.55                   |
| 118       | 38        | "악몽 속으로" "Sleep Fighter"                                                | 캣 모리스, 제임스 킴                               | 2013년 7월 29일  | 2015년 3월 19일    | 1012-119          | 2.06                   |
| 119       | 39        | "파티 벤슨" "Party Re-Pete"                                                  | 사라 올렉시크, 오웬 데니스                         | 2013년 8월 5일   | 2015년 3월 19일    | 1012-120          | 2.88                   |
| 120       | 40        | "아마데우스 달러 사건" "Steak Me Amadeus"                                    | 벤튼 코너, 힐러리 플로리도                         | 2013년 8월 12일  | 2015년 3월 18일    | 1012-118          | 2.44                   |